# Halichoeres leptotaenia
Espèce
Statut de conservation UICN

 LC  : Préoccupation mineure
Halichoeres leptotaenia est une espèce de poissons osseux de petite taille de la famille des Labridae.

## Systématique
L'espèce Halichoeres leptotaenia a été décrite en 1994 par John Ernest Randall et John L. Earle (d).

## Répartition
Halichoeres leptotaenia est une espèce marine endémique au golfe Persique. Elle se rencontre entre 2 et 15 m de profondeur.

## Description
Ce poisson peut atteindre une longueur totale de 10,4 cm.

## Étymologie
Son épithète spécifique, du grec ancien λεπτός, leptós, « pelé, mince, ténu », et ταινία, tainía, « bandelette », fait référence aux trois fines rayures rose saumon présentes sur le corps .

## Publication originale
- (en) John E. Randall et John L. Earle, « Three new wrasses of the genus Halichoeres (Perciformes: Labridae) from Oman », Fauna of Saudi Arabia, vol. 14,‎ 1994, p. 287-301 (ISSN 1660-346X).